# Pat Jackson
Pat Jackson (* 26. März 1916 in Eltham, London als Patrick Douglas Selmes Jackson; † 3. Juni 2011 in Amersham, Buckinghamshire) war ein britischer Film- und Fernsehregisseur.

## Leben und Wirken
Pat Jackson wirkte erstmals 1936 beim Kurzfilm Night Mail als Associate Producer mit. In den 1930er Jahren führte er bei mehreren Dokumentarfilmen Regie. Sein erster Spielfilm war Western Approaches aus dem Jahr 1944. Für Serum 703 wurde er 1952 für den British Academy Film Award in der Kategorie Bester britischer Film nominiert. Später zog sich Jackson zurück und verbrachte eine kurze Zeit in Hollywood. Er führte außerdem Regie bei Drohende Schatten (1950), basierend auf dem Roman Death in the Doll’s House von Lawrence P. Bachmann und Hannah Leessuch. 1952 wurde er für den Episodenfilm Encore bei den Internationalen Filmfestspielen von Cannes für die Goldene Palme nominiert.
Später inszenierte er vermehrt Episoden für Fernsehserien, darunter Geheimauftrag für John Drake, König Arthur, Nummer 6 und Fünf Freunde.
Jackson starb am 3. Juni 2011 im Alter von 95 Jahren in Amersham.

## Filmografie
- 1944: Western Approaches (Dokumentarfilm)
- 1950: Drohende Schatten (Shadow on the Wall)
- 1951: Serum 703 (White Corridors)
- 1951: Dakapo (Encore)
- 1956: The Feminine Touch
- 1957: The Birthday Present
- 1958: Virgin Island
- 1961: Leiche auf Urlaub (What a Carve Up!)
- 1962: Die sieben Schlüssel (Seven Keys)
- 1967–1968: Nummer 6 (Fernsehserie, 4 Episoden)
- 1978–1979: Fünf Freunde (Fernsehserie, 11 Episoden)